# Geranium ocellatum
Geranium ocellatum är en näveväxtart som beskrevs av Cambess. in Jacquem.. Geranium ocellatum ingår i släktet nävor, och familjen näveväxter. Inga underarter finns listade i Catalogue of Life.